# Мухоловковые манакины
Мухоловковые манакины (лат. Neopelma) — род воробьиных птиц из семейства манакиновых.

## Описание
Птицы сероватого и зеленоватого цвета. Темя и затылок ярко-желтые. Половой диморфизм не выражен.

## Экология
Встречаются в саваннах и лесах. Питаются преимущественно из членистоногими и маленькими фруктами.

## Классификиация
В состав рода включают пять видов. Ближайшим родом является род Tyranneutes, которым объединяется в отдельное подсемейство манакиновых.
- Neopelma aurifrons (Wied, 1831) — Желтозатылочный мухоловковый манакин
- Neopelma chrysocephalum (Pelzeln, 1868) — Золотохохлый мухоловковый манакин
- Neopelma chrysolophum Pinto, 1944
- Neopelma pallescens (Lafresnaye, 1853) — Белобрюхий мухоловковый манакин
- Neopelma sulphureiventer (Hellmayr, 1903) — Желтобрюхий мухоловковый манакин

## Распространение
Представители рода встречаютя в Перу, Бразилии, Боливии, Гайане и Суринаме.